# بخش هینکلی (شهرستان مدینه، اوهایو)
بخش هینکلی (به انگلیسی: Hinckley Township) یک منطقهٔ مسکونی در ایالات متحده آمریکا است که در شهرستان مدینا، اوهایو واقع شده‌است.
 بخش هینکلی ۶۹٫۶ کیلومتر مربع مساحت و ۷٬۶۴۶ نفر جمعیت دارد و ۳۱۵ متر بالاتر از سطح دریا واقع شده‌است.